# Дивлюсь я на небо, та й думку гадаю…
Дивлюсь я на небо та  думку гадаю… (с укр. — «Смотрю я на небо и мысль думаю…»)  — песня на слова украинского поэта-романтика Михаила Николаевича Петренко . Является одной из двух первых песен, исполненных в космосе (12 августа 1962 года на борту советского космического корабля «Восток-4» советскими космонавтами Павлом Поповичем и  Адрианом Николаевым). 12 августа 2017 года, через 55 лет после первого исполнения в космосе этой украинской песни, которая была любимой песней Сергея Королева, выдвинута инициатива назвать эту дату Днём украинской песни .

## История

### Текст
Впервые стихотворение Михаила Петренко, начинавшееся словами «Смотрю я на небо и мысль думаю…» подано Александром Корсуном в поэтическом сборнике «Снjпъ» 1841 -го года, где он имел первоначальное название «Недоля».
Во второй раз стихотворение появилось в цикле «Небо» в «Южном русском сборнике», подготовленном и изданном в 1848 году Амвросием Метлинским. Вторая редакция стихотворения практически не отличалась от первой.
В 1876 году дума опубликована во львовской «Правде» в рубрике «Из непечатных ещё стихов Тараса Шевченко». Упомянутый текст найден в альбоме, куда Шевченко иногда записывал стихи, которые пришлись ему по душе. Это и привело к литературной ошибке, которую на страницах львовского журнала «Заря» 1887-го года, исправил Александр Конисский. Но некоторые[кто?] и сегодня ошибочно считают Шевченко автором этого стиха.
| Версия 1841 (перевод на русский язык) | Версия 1848 года | Версия, приписанная Т. Шевченко |
| --- | --- | --- |
| Смотрю на небо и мыслю думаю: Почему я не сокол, почему не летаю? Почему мне, Боже, Ты крылья не дал? Я бы землю покинул и в небо слетал… Далеко, за облака, дальше от мира, Искать себе судьбу, на горе привету, И ласки у солнца, и звёзд умолять, И в мире их ясным себя полюбить. Ибо ещё с малого возраста говорюсь я нелюбимый; Я найм у неё; парня гуляки: Чужой я в судьбе, чужой у людей… Разве кто любит неприятных детей? Любясь бедствием и счастья не знаю, И горько без судьбы своей век каратаю; И в горе познал я, что только одна Дальнее небо моя сторона….. И на свете горько! — Как станет ещё хуже, Я глаза на небо — менее веселее, И в мыслях забуду, что я сирота- И мысль далеко, высоко улетит!…. Так дайте же крылья, орлиные крылья! Я землю покину — и на новоселье Орлом быстрокрылым в небо помчусь И в облаках от мира навеки утону. | Дuвлюся на небо, та й думку гадаю, Чому я не сокил, чому не ли́таю, Чому мени, Боже, тu крuльлив не дав? Я землю-б покuнув и в небо зли́тав! Далеко за хмарu, подальше од свиту, Шукать соби доли, на горе пpивиту, И ласкu у зи́рок, у сонця пpocить, У свити их ясним все горе втопить; Бо доли ще з-малу здаюся не любий, Я наймит у неи, хлопцюга пpиблудний; Чужий я у доли, чужий у людей: Хиба-ж хто кохає нери́дниx дитей? Кохаюся лиxом, пpивиту не знаю, И гирько, и марно сви́й вик каратаю, И в гори спи́знав я, що тилькu одна — Далекеє небо — моя сторона. И на̀-свити гирько; як стане ще гирьше, Я очи на небо, мени веселише! И в думках забуду, що я cиpота, И думка далеко, виcoко ли́та. Колu-б мени кpильля, орлячи ти кpильля, Я землю-б покинув, и на новоси́льля Орлом бистрокpилим у небо польнув, И в хмарах навикu од свита втонув! | Дивлюсь я на небо — та й думку гадаю: Чому я не сокіл, чому не літаю? Чому мені, Боже, ти крила не дав? Я б землю покинув и в небо злітав, Далеко за хмари, подальше від світу, Шукать собі долі, на горе привіту И ласки у сонця и зірок прохать И в світі іх яснім себе покохать. Бо долі ще з-малку кажусь я нелюбий! Я наймит у неі, хлопцюга приблудний, Чужий я у долі, чужий у людей! Хиба ж хто кохає нерідних дітей? Кохаюсь я лихом и щастя не знаю И гірко без долі свій вік коротаю. И в світі гірко, а як стане ще гірше… Я очі на небо, — и мені веселійше, И в думках забуду, що я сирота, И думка далеко, високо літа! Дайте ж мені криля, орлиниі криля: Я землю покину, на небо полину И в хмарах від світу на віки утону. (З рукопису 1848-го року) |

Третья публикация известного стиха, осуществлённая ещё при жизни автора, представлена в книге «Holos na holos dlia Halyčyny» (начало апреля 1861) . В сборнике представлены две поэзии Михаила Петренко (без упоминания фамилии автора), одна из них называется «Dumka (nedolia.)»:Учитывая некоторые небольшие разногласия, данный текст совпадает со стихотворением Михаила Петренко из сборника «Снипъ».
Все известные версии стихотворения «Смотрю я на небо и думаю…» доступны на сайте «Смотрю я на небо», а некоторые — в книге «Михаил Петренко: Жизнь и творчество», вышедшей в Киеве по случаю 196-й годовщины рождения Поэта (2013).

### Музыка
Возложена на музыку Людмилой Александровой (о чём упомянуто, например, в литературно-научном месячнике «Красный путь»).
Впоследствии музыкант, хормейстер и учитель музыки Владислав Заремба удачно обработал песню Людмилы Александровой «Смотрю я на небо…» для голоса и фортепиано.

### Переводы
Стихотворение «Смотрю я на небо и мысль думаю…» переведено на многие языки. Эти переводы создали Рауль Чилачава (грузинский), Мридула Гош (бенгальский), Левон Блбулян (на армянском), Антон Паперный (иврит), Юко Янаи (на японском), Марсель Салимов и Сергей Дзюба (на татарском), Андрей Гевка (на словенском), Димитр Христов (болгарски) и другие известные в мире поэты и переводчики .
Осенью 2017 года вышла в свет книга «„Смотрю я на небо и мысль думаю“ в переводах на языки мира», вобравшая в себя 24 перевода — все известные на время издания. Первая презентация книги состоялась в Лебедине, во время торжественных мероприятий в честь 200-летия с года рождения Михаила Петренко . На греческий язык песню перевела Оксана Терещенко. Автор перевода на чеченский язык — Тамара Сангариева.

## Интересные факты

### Исполнение песни для Сталина
В 1949 году в СССР праздновали 70-летие со дня рождения Сталина . На международные праздники в Москву собрались представители многих стран. Был среди приглашённых и Мао Цзэдун, как глава правительства молодой Китайской Народной Республики .
После торжественного заседания, посвящённого юбилею, прошёл официальный юбилейный концерт. На следующий день был ещё один концерт в Георгиевском зале Большого Кремлёвского дворца для членов Политбюро и гостей юбиляра, на котором известный певец Дмитрий Гнатюк, тогда студент Киевской консерватории (класс Паторжинского), исполнил две песни. Одна из них была «Смотрю я на небо и мысль думаю…».

### Первая песня, исполненная в космосе
12 августа 1962 года в космический полёт из Байконура стартовал корабль «Восток-4», на борту которого был первый космонавт родом из советской Украины Павел Попович . В течение сеанса радиосвязи в Центре управления полётами присутствовал Сергей Королёв, проведший детство в Украине . В космосе Павел Попович спел песню «Смотрю я на небо и мысль думаю…», модную со времён Сталина, вроде бы для Королёва и зная, что песня ему нравится.
Таким образом, «Смотрю я на небо и мысль думаю…» стала одной из первых песен, прозвучавшей в космосе .

### День украинской песни
после праздника бантика , 12 августа 2017 года — по случаю 55-й годовщины космического полёта советского космонавта Павла Поповича — редакция интернет-издания «Украинский интерес» выступила с очередной инициативой внедрения в этот день («когда украинская песня впервые прозвучала на всю Вселенную») праздника украинской песни .

## Исполнители песни
- Борис Гмыря (видео Архивировано {{{2}}}. Архивировано {{{2}}}.)
- Иван Жадан (видео Архивировано {{{2}}}. Архивировано {{{2}}}.)
- Иван Козловский (видео Архивировано {{{2}}}. Архивировано {{{2}}}.)
- Анатолий Соловьяненко (видео Архивировано {{{2}}}. Архивировано {{{2}}}.)
- Яролав Евдокимов (видео Архивировано {{{2}}}. Архивировано {{{2}}}.)
- Юрий Гуляев (видео Архивировано {{{2}}}. Архивировано {{{2}}}.)
- Муслим Магомаев (видео Архивировано {{{2}}}. Архивировано {{{2}}}.)
- Александр Пономарёв (видео Архивировано {{{2}}}. Архивировано {{{2}}}.)
- Марк Рейзен (видео Архивировано {{{2}}}. Архивировано {{{2}}}.)
- Игорь Борко (видео Архивировано {{{2}}}. Архивировано {{{2}}}.)
- Ансамбль песни и пляски Советской армии (видео Архивировано {{{2}}}. Архивировано {{{2}}}.)
- Рижский театр песни «Этюд» (видео Архивировано {{{2}}}. Архивировано {{{2}}}.)